# Municipalità locale di Nxuba
La municipalità locale di Nxuba (in inglese Nxuba Local Municipality) è stata una municipalità locale del Sudafrica appartenente alla municipalità distrettuale di Amatole, nella provincia del Capo Orientale. In base al censimento del 2001 la sua popolazione era di 24.824 abitanti.
È stata soppressa nel 2016, quando si è fusa con la municipalità locale di Nkonkobe per costituire la municipalità locale di Raymond Mhlaba.
La sede amministrativa e legislativa era la città di Adelaide e il suo territorio si estendeva su una superficie di 2.731 km² ed era suddiviso in 4 circoscrizioni elettorali (wards). Il suo codice di distretto era EC128.

## Geografia fisica

### Confini
La municipalità locale di Nxuba confinava a nord con quelle di Inxuba Yethemba, Tsolwana, Lukhanji (Chris Hani), a est con quella di Nkonkobe, a sud con quella di Makana (Cacadu) e a ovest con quella di Blue Crane Route (Cacadu).

### Città e comuni
- Adelaide
- Bedford
- Cameron's Glen
- Glenrock
- Lingelethu
- Sizakhele

### Fiumi
- Baviaans
- Blinkwater
- Braambos
- Cowie
- Doringkloof
- Enyara
- Koonap
- Kroomie
- Mankazana
- Riet
- Tarka
- Tyara
- Waterkloof

### Dighe
- Andrew F. C. Turpin Dam
- Stanford Dam